# Il giro di vite (opera)
Il giro di vite (The Turn of the Screw) è un'opera lirica in un prologo e due atti (op. 54) di Benjamin Britten, su libretto della scrittrice Myfanwy Piper, tratto dal racconto omonimo (1898) di Henry James.
La prima rappresentazione ebbe luogo al Teatro La Fenice di Venezia il 14 settembre 1954 con il tenore Peter Pears nella parte sia di Peter Quint sia del Prologo, David Hemmings (Miles) e Jennifer Vyvyan nel ruolo dell'istitutrice. Il compositore stesso la diresse, con l'orchestra da camera "The English Opera Group", nell'ambito del XVII Festival Internazionale di Musica Contemporanea della Biennale di Venezia.
Importante, per la comprensione dell'opera, è il versetto di William Butler Yeats (tratto da Il secondo avvento) attribuito nell'opera al personaggio di Quint: "La cerimonia dell'innocenza è sommersa" ("The ceremony of innocence is drowned").

## Struttura
Seguendo pressoché totalmente lo svolgimento del racconto di James (l'unica scena creata ex novo nel libretto è la prima del secondo atto), l'opera si suddivide in un prologo e due atti simmetrici, ciascuno composto da otto brevi scene collegate da quindici interludi orchestrali, ognuno concepito come variazione di un tema esposto dopo il Prologo. Il tema tocca tutti e dodici i gradi della scala cromatica in uno schema che presenta una successione incrociata di quinte discendenti e seste ascendenti. Le variazioni scavano gradatamente sempre più in profondità nel tema musicale (la "vite"), in ciò alludendo al progressivo sprofondare nell'orrore senza via d'uscita dei protagonisti della vicenda; concezione ulteriormente potenziata da una complessa trama di richiami tematici e strumentali.

## Trama

### Prologo
Il narratore, in un recitativo accompagnato dal pianoforte, espone l'antefatto. Una giovane istitutrice è stata assunta da un gentiluomo per occuparsi di due suoi nipoti orfani; ella sarà in tutto e per tutto responsabile di loro e per nessun motivo o accadimento dovrà mai importunare il tutore. Pur esitante, l'istitutrice accetta l'impiego. 

### Atto primo
Tema - Scena 1ª, The Journey (Il viaggio): in viaggio verso Bly, l'istitutrice esprime i propri dubbi sulla natura e le condizioni del suo incarico. 
Variazione I. Scena 2ª, The Welcome (Il benvenuto): l'istitutrice viene accolta calorosamente nella residenza di campagna dalla governante, signora Grose, che le presenta i due bambini, Flora e Miles, e loda la loro intelligenza. i due fanciulli conducono via allegramente la nuova arrivata per mostrarle tutta la casa. 
Variazione II. Scena 3ª, The Letter (La lettera): l'istitutrice è assai preoccupata nel leggere la lettera in cui le si comunica che Miles è stato espulso dalla scuola. Mentre ascolta il canto sereno dei due bimbi, la donna non riesce a credere che Miles possa essere cattivo; pertanto decide di non indagare e non prende provvedimenti. 
Variazione III. Scena 4ª, The Tower (La torre): mentre passeggia tranquillamente nel giardino, l'istitutrice scorge in cima alla torre un uomo che lì per lì scambia per i tutore, ma poi rimane turbata poiché si accorge trattarsi invece di uno sconosciuto. 
Variazione IV. Scena 5ª, The Window (La finestra): l'istitutrice scorge di nuovo l'uomo, che ora la fissa dalla finestra. Dopo averlo inutilmente inseguito, ne parla con la signora Grose, che riconosce in lui Quint, il servitore di un tempo, e racconta come lui e la signorina Jessel, la precedente istitutrice, avessero un'influenza nefasta sui due bambini. L'istitutrice comprende, inorridita, che Quint è un fantasma e decide insieme alla governante di proteggere i due fanciulli. 
Variazione V. Scena 6ª, The Lesson (La lezione): Miles fa sfoggio della sua bravura in latino, Flora lo scimmiotta e poi chiede di passare alla storia. Infine Miles canta una malinconica filastrocca costruita sui doppi sensi della parola malo, in cui esprime il suo turbamento e la paura di essere "cattivo". 
Variazione VI. Scena 7ª, The Lake (Il lago): Flora canta una misteriosa ninnananna alla sua bambola. L'istitutrice, mentre le sta dando lezione di geografia, scorge il fantasma della signorina Jessel sull'altra sponda del lago e si affretta ad allontanare la bambina. Si rende conto però che i due fanciulli sono ben consapevoli delle apparizioni dei due fantasmi, e questo la sgomenta. 
Variazione VII. Scena 8ª, At Night (Di notte): nei pressi della torre, subdolamente seducenti, Quint e la signorina Jessel affascinano Flora e Miles con misteriose promesse allettanti ma si dileguano al sopraggiungere dell'istitutrice e della signora Grose. Alla domanda dell'istitutrice "Che cosa facevi qui?", Miles risponde: "Vedete, sono cattivo, sono cattivo, vero?".

### Atto secondo
Variazione VIII. Scena 1ª, Colloquy and Soliloquy (Colloquio e soliloquio): dialogo fra Quint e la signorina Jessel, da cui si capisce che Jessel è tanto succube quanto complice di Quint. Lui cerca uno spirito da sottomettere, lei un'anima alla quale far provare il suo stesso dolore. I due quindi si ripromettono di impadronirsi di Miles e Flora. Quint si allontana esclamando "la cerimonia dell'innocenza è sommersa", mentre miss Jessel esprime tutta la sua disperazione. 
Variazione IX. Scena 2ª, The Bells (Le campane): nel cimitero, i due bambini si lasciano andare ad un perverso Benedicite. L'istitutrice è sconvolta, ma pur sfidata ambiguamente da Miles, si rifiuta ancora di interpellare il tutore. 
Variazione X. Scena 3ª, Miss Jessel: l'istitutrice scopre la signorina Jessel seduta in cattedra nell'aula adibita allo studio. In un drammatico scontro riesce a cacciarla via. A questo punto è per lei indispensabile scrivere una breve lettera al tutore per informarlo di quanto accade a Bly. 
Variazione XI. Scena 4ª, The Bedroom (La camera da letto): Miles rinfaccia all'istitutrice di spiare continuamente lui e Flora. La donna informa il ragazzo di aver scritto allo zio. Intanto Quint, invisibile, fa sentire a Miles la sua presenza influente. 
Variazione XII. Scena 5ª, Quint: indotto dal fantasma dell'ex servitore, Miles ruba la lettera. 
Variazione XIII. Scena 6ª, The Piano: mentre Miles si esercita al pianoforte, Flora induce la governante ad assopirsi e si allontana di soppiatto. L'istitutrice capisce che anche l'esibizione di Miles ha lo scopo di distrarla, e si lancia alla ricerca di Flora. 
Variazione XIV. Scena 7ª, Flora: l'istitutrice trova Flora vicino al fantasma di Miss Jessel. Cerca allora di far ammettere alla bambina la presenza dello spettro, ma Flora, alla quale il fantasma raccomanda il silenzio, nega tutto con odio e ostinazione e va via piangendo. L'istitutrice comprende con infinito sconforto di essere del tutto impotente di fronte a forze malvagie e oscure. 
Variazione XV. Scena 8ª, Miles: compare la governante insieme a Flora; la bimba è stranamente silenziosa e apatica. Durante la notte, parlando nel sonno, ha lasciato capire alla signora Grose cose molto brutte, quindi lei ha deciso di condurla dal tutore. La governante rivela anche all'istitutrice che la sua lettera non è mai partita. Rimasta sola con Miles, l'istitutrice lo esorta insistentemente a confidarsi. Nonostante l'influenza di Quint, che vuole in tutti i modi dissuaderlo, egli finisce per confessare il furto della lettera e svela il nome di colui che lo tormenta. "Sei salvo!", esclama l'istitutrice. Quint è costretto a scomparire, ma il fanciullo è morto.

## Commento critico
Scritta in pochi mesi nel 1954, The Turn of the Screw costituisce una pietra miliare nella musica del Novecento e nello stesso tempo, per originalità di invenzione, profondità psicologica ed estrema coerenza formale, rappresenta un vertice di raffinatezza compositiva raggiunto da Britten nell'ambito del teatro d'opera. Come già in The Rape of Lucretia (1946), con un minimo impiego di mezzi (un'orchestra da camera di soli 13 elementi che suonano 18 strumenti) l'autore riesce a costruire un'atmosfera notevolmente ricercata e di straordinario fascino. Il testo di James offre al musicista la possibilità di vincere la difficile sfida di rappresentare in musica il soprannaturale e insieme di affrontare il tema dell'innocenza infantile violata dagli adulti. A differenza del racconto, in cui i due fantasmi non parlano mai e si limitano ad apparire e poi svanire, affascinando Flora e Miles soltanto con la presenza e lo sguardo, nell'opera di Britten, miss Jessel e Quint conversano fra di loro (come nella prima scena del secondo atto, inesistente nel racconto originale) e con i fanciulli. L'istitutrice ha addirittura un drammatico scontro con Miss Jessel, prima di cacciarla via dall'aula di studio (scena terza del secondo atto). In tal modo, la fascinazione esercitata dai fantasmi sui due bambini - il cui contenuto tuttavia rimane oscuro tanto nell'opera letteraria come in quella lirica - risulta straordinariamente potenziata, creando un terribile e infine fatale trait d'union tra il mondo dei vivi e quello dei morti. 
Sotto l'aspetto strutturale, l'opera si fonda su un ferreo schema formale poggiato su un tema di base, che funge da elemento unificatore dell'intera composizione, seguito da quindici variazioni, ciascuna in una tonalità diversa, coronate (nella scena finale) da una grandiosa passacaglia il cui basso ostinato è costituito dalle note del tema stesso. Le tonalità cominciano dal la minore e seguono per tutto il primo atto un itinerario ascendente, mentre nel secondo hanno una disposizione sempre discendente per gradi contigui fino a tornare al la (maggiore). Una preordinata griglia formale di tale rigore conosce solo due precedenti analoghi: Il castello del duca Barbablù di Béla Bartók (1911) e soprattutto il Wozzeck di Alban Berg (1922), a cui l'opera di Britten si avvicina anche per il ricorso a forme tipiche dell'antica musica strumentale.
The Turn of the Screw rappresenta pure un nodo di svincolo nel percorso artistico del musicista inglese, poiché in seguito Britten esplorerà formule drammatiche nuove e tornerà a impiegare principi compositivi connessi con la musica seriale.

## Discografia
- Pears/Hemmings/Vyvyan, dir. Britten (registr. London, 1954). Decca, 1990
- Philip Langridge, Felicity Lott. Aldeburg Festival Ensemble, dir. Steuart Bedford (2 CD Naxos, 2003)

## DVD
- Schwetzingen Festival, 1990 - Arthaus Musik/Naxos
- Opera Australia, 1991 - Opus Arte/Naxos
- Olivier Dumait, Mireille Delunsch. Mahler Chamber Orchestra, Daniel Harding. Regia, Luc Bondy. (Festival di Aix en Provence, 2001). Bel Air Classiques, 2007.